# 采尔 (克恩顿州)
采尔是奥地利克恩顿州克拉根福兰县的一个市镇。总面积75.44平方公里，总人口621人，人口密度8.2人/平方公里（2012年1月1日）。